# 北見共立站

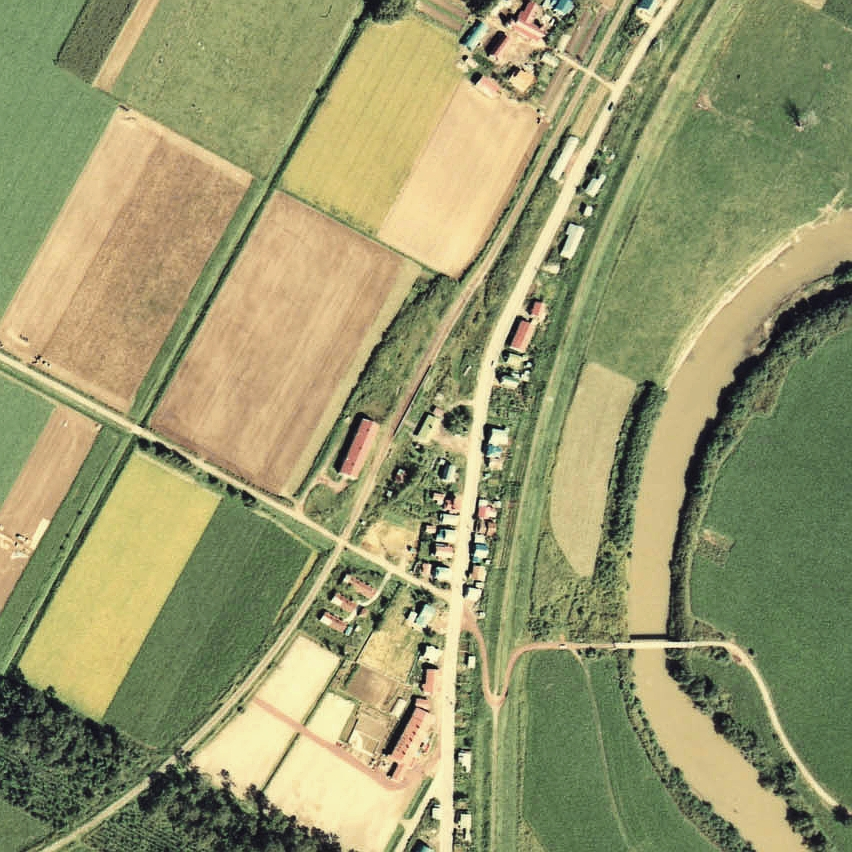
1977年的北見共立站與方圓約500米範圍。上方為網走方向。右邊設有常呂川。曾經此站設有1面2線的島式月台，車站後方設有副本線。在無人化時，車站大樓一方的本線和車站後方的副本線均被撤走。車站後方南側設有處理農作物貨物的倉庫。在平交道南邊設有職員官舍。該處村落與車站一同建成，在車站啟用前，周邊沒有民居。

北見共立站（日语：／ Kitami-Kyōritsu eki */?）是位於北海道北見市常呂町共立，日本國有鐵道（國鐵）的湧網線車站（廢站）。隨著湧網線廢線，車站在1987年（昭和62年）3月20日廢除。

## 歷史
此站至常呂站之間的路段使用了奧村鐵山專用軌道。
- 1952年（昭和27年）12月6日 - 日本國有鐵道湧網東線常呂站至下佐呂間站（後來為濱佐呂間站）之間開通，此站啟用[1]。當時為旅客車站[1]。
- 1953年（昭和28年）10月22日 - 佐呂間站至下佐呂間站（後來為濱佐呂間站）之間開通，成邊中途車站。中湧別站至網走站間全線開通。路線名稱改名為湧網線。
- 1972年（昭和47年）2月8日 - 結束處理貨物和行李[4]。同時成為無人車站[5]（簡易委託化，委托車站附近商店販賣車票）。
- 1987年（昭和62年）3月20日 - 湧網線全線廢除，此站也廢除[1]。

## 車站構造
截至車站廢除前，車站是一座地面車站，設有1面1線的島式月台（只使用單邊）。月台位於路軌東邊（網走方向的列車會開啟右邊車門）。此站沒有轉轍器。
此站是無人車站。在有人車站時代還有車站大樓。大樓位於站內東邊，鄰接前往月台的通道。車站內沒有人當值，於車站附近商店可購買車票，因此被視為簡易委託車站。受託者為雜貨店店主，在冬季會前往車站大樓處進行除雪工作。

## 站名的由來
車站名稱取自所在地名，並冠上了舊國名「北見」。當地原本的地名為「下川沿」，後來在1941年（昭和16年）改名。當時進行了土地改良，以希望將來的農家能夠共立而得名。雖然當時日本內沒有「共立站」，但是此站仍然冠上舊國名。

## 車站周邊
- 北海道道7號北見常呂線（日语：北海道道7号北見常呂線）
- 常呂川（日语：常呂川）[8]
- 北海道北見巴士（日语：北海道北見バス）「共立」巴士站

## 現況
截至1988年（昭和63年）9月，車站大樓與站內設施已經撤走。截至2011年（平成23年），站內已經沒有任何鐵路相關的遺蹟。現時車站遺址成為門球場。

## 相鄰車站
日本國有鐵道
湧網線 
北見富丘－東富丘臨時乘降場－北見共立－常呂
在此站與常呂站之間曾經設有土佐臨時乘降場，該臨時乘降場在1956年（昭和31年）1月7日啟用，於1972年（昭和47年）2月8日廢除。

## 注腳